# Wierchowje (Krutowskoje, dawniej Budnickoje)
Wierchowje (ros. Верховье) – wieś (ros. деревня, trb. dieriewnia) w zachodniej Rosji, w osiedlu wiejskim Krutowskoje rejonu wieliskiego w obwodzie smoleńskim.

## Geografia
Miejscowość położona jest nad Dźwiną, 1 km od drogi federalnej R131 (Wieliż – Sieńkowo), 3,5 km od granicy z Białorusią, 22 km od centrum administracyjnego osiedla wiejskiego (Krutoje), 20 km od centrum administracyjnego rejonu (Wieliż), 103 km od Smoleńska.
W granicach miejscowości znajdują się ulice: Bieriegowaja, Lesnaja, Riecznaja, Riecznoj pierieułok.

## Demografia
W 2010 r. miejscowość liczyła sobie 13 mieszkańców.